# 以撒·亞倫
以撒·亞倫（Isaac (Jitzchak) Yaron；1934年—1985年4月11日）是一位以色列的猶太裔業餘海洋生物學家，專長於地中海及紅海的軟體動物。他的正職是一位飛機工程師。

## 生平
- 1955年入讀海法技術學校（Haifa Technion）。
- 1969年與其他人一同創立以色列貝類學會（英语：Israel Malacological Society），並且兼任學會第一本期刊《Argamon, Israel Journal of Malacology》的編輯。
- 1985年4月11日，在亚喀巴湾鄰近Ras um Sid潛水時失蹤[1]。

## 由他命名的分類單元
由他命名的分類單元計有：
- Scissurella rota Yaron, 1983
- Sinezona armillata Yaron, 1983
- Sinezona tricarinata Yaron, 1983

## 以他命名的分類單元
截至2018年3月15日，以他命名的分類單元有：
- 亞倫氏鸭嘴螺 Anatoma yaroni Herbert, 1986
- 亞倫氏猿頭蛤 Chama yaroni Delsaerdt, 1986
- Diodora yaroni isaaci Delsaerdt, 1986
- Diodora yaroni yaroni Christiaens, 1987
- Mirapecten yaroni Dijkstra & Knudsen, 1998
- 亞倫氏螺屬 Yaronia Mienis, 2011[3][2]：「以表揚他讓大眾對紅海的軟體動物有更好的認識」[2]:4。